# مارک ایولیانو
مارک ایولیانو (به ایتالیایی: Mark Iuliano) بازیکن فوتبال و اهل ایتالیا است 

## تیم ملی
از سال ۱۹۹۸ میلادی عضو تیم ملی فوتبال ایتالیا بوده و در ۱۹ بازی ملی حضور داشته‌است. او در بازی‌های ملی‌اش ۱ گل به ثمر رساند.
مارک ایولیانو آخرین بازی ملی خود را در سال ۲۰۰۲ میلادی انجام داد.